# Афареј (писац)
Афареј (4. век пре нове ере) је био старогрчки трагичар и беседник.
Био је син Хипије софисте и усвојени син Исократа.
Похађао је школу Исократа, заједно са Теодектом.
Написао је тридесет седам трагедија и имао је четири победе на такмичењама писаца. Ниједно његово дело није пронађено сачувано у целини.